# Алфёров, Алексей Иванович (генерал-майор)
Алексей Иванович Алфёров (27 марта 1898 года, слобода Шацкая, Пригородненская волость, Сапожковский уезд, Рязанская губерния — 5 апреля 1976 года, Воронеж) — советский военный деятель, генерал-майор (15 сентября 1943 года).

## Начальная биография
Алексей Иванович Алфёров родился 27 марта 1898 года в слободе Шацкой ныне Сапожковского района Рязанской области.

## Военная служба

### Гражданская война
3 февраля 1917 года призван в армию, однако из-за революционных событий получил отсрочку. 9 мая повторно призван и направлен в 3-й отдельный тяжёлый артиллерийский дивизион, дислоцированный в селе Дымерка (Остерский уезд, Черниговская губерния). В декабре 1917 года А. И. Алфёров получил четырёхмесячный отпуск, после окончания которого в часть не вернулся.
19 мая 1918 года призван в ряды РККА и направлен в 1-ю Московскую отдельную батарею, в составе которой принимал участие в боевых действиях на Южном фронте против войск под командованием генералов П. Н. Краснова и А. И. Деникина в районе Луганска. В конце февраля 1919 года заболел тифом и после излечения направлен в горный артиллерийский дивизион, который в декабре был включён в состав 11-й кавалерийской дивизии (1-я Конная армия) и переименован в 11-й артиллерийский дивизион, после чего участвовал в боевых действиях против войск под командованием А. И. Деникина на территории Донской области и Северного Кавказа в ходе Донбасской, Ростово-Новочеркасской и Кубано-Новороссийской операций. В мае 1920 года дивизия передислоцирована на Юго-Западный фронт, после чего участвовала в Киевской, Новоград-Волынской, Ровенской и Львовской операциях в ходе советско-польской войны. В сентябре дивизия передислоцирована в район Бердичева и затем передана в состав Южного фронта, после чего вела боевые действия против войск под командованием генерала П. Н. Врангеля. В начале 1921 года А. И. Алфёров заболел возвратным тифом и после излечения в июне направлен в 34-й Ростовский полк (6-я Чонгарская кавалерийская дивизия, Северо-Кавказский военный округ).

### Межвоенное время
В июне 1922 года направлен на учёбу на 10-е Новочеркасские кавалерийские командные курсы, в январе 1923 года переведён в 6-ю Таганрогскую кавалерийскую школу, а в сентябре 1924 года — в Северо-Кавказскую горских национальностей военную кавалерийскую школу, дислоцированную в Краснодаре, после окончания которой в августе 1925 года направлен в 5-ю Ставропольскую кавалерийскую дивизию, где служил на должностях командира взвода в составе 26-го Белозерского и затем 25-го Заамурского кавалерийских полков и принимал участие в борьбе с бандитизмом на территории Осетии и Дагестана.
В ноябре 1925 года А. И. Алфёров направлен на окружные военно-химические курсы в Ростове-на-Дону, после окончания которых в январе 1926 года вернулся в 25-й Заамурский кавалерийский полк, в составе которого служил на должностях командира взвода, квартирмейстера, командира эскадрона и начальника полковой школы. В марте 1932 года полк был преобразован в 1-й отдельный Заамурский кавалерийский дивизион, где Алфёров назначен на должность помощника начальника штаба. В апреле того же года дивизион направлен на Дальний Восток, включён в состав ОКДВА и переименован в Троицко-Савский кавалерийский дивизион. Вскоре А. И. Алферов назначен на должность помощника начальника штаба 4-го кавалерийского полка (1-я колхозная кавалерийская дивизия), в 1933 году — на должность помощника начальника штаба 34-й кавалерийской дивизии (Забайкальский военный округ), а в мае 1936 года — на должность начальника штаба 90-го кавалерийского полка в составе формировавшейся 15-й кавалерийской дивизии. В период с 13 декабря 1936 по 17 февраля 1937 и с 3 июня по 1 августа 1937 года исполнял должность командира этого же полка. В августе того же года освобождён от занимаемой должности и в октябре назначен начальником штаба 64-го кавалерийского полка, дислоцированного в Хараноре.
11 октября 1938 года Алексей Иванович Алфёров уволен их рядов армии в запас по ст. 43, п. «а», после чего работал директором Краснодарского ипподрома. Приказом НКО от 16 марта 1940 года восстановлен в кадрах РККА и назначен на должность начальника 5-го отделения штаба 19-й горнокавалерийской дивизии (Среднеазиатский военный округ), дислоцированной в Самарканде.

### Великая Отечественная война
С началом войны майор А. И. Алферов назначен на должность заместителя начальника штаба по тылу 21-й Туркестанской горнокавалерийской дивизии, дислоцированной в Фергане и в июле 1941 года передислоцированной на фронт. После прибытия на станцию Унеча 27 июля дивизия была включена в состав 13-й армии (Центральный фронт), после чего принимала участие в ходе Смоленского сражения в районе Мстиславичи и Хотимск, а в период с 15 по 26 августа дивизия совершала рейды по тылам противника в районе Клетня, Унеча, Почеп. В начале сентября дивизия вела оборонительные боевые действия на реке Десна на участке Трубчевск — Сагутьев, с 9 сентября вела наступление по направлению на Ямполь, а в конце месяца дивизия в составе оперативной группы под командованием генерала А. Н. Ермакова Брянского фронта участвовала в боях в районе Глухова. С 30 сентября во время Орловско-Брянской оборонительной операции дивизия вела боевые действия в окружении.
После выхода из окружения в ноябре 1941 года майор А. И. Алферов назначен на должность начальника 1-го отделения организационно-планового отдела управления тыла 3-й армии, которая вела оборонительные боевые действия юго-восточнее Богородицка и восточнее Ефремова, а с декабря участвовала в ходе Елецкой наступательной операции, в результате которой освободила город Ефремов и вышла на правый берег реки Зуша восточнее Орла. В июне 1942 года назначен на должность начальника отдела устройства оперативного тыла штаба 3-й армии.
28 июля 1942 года подполковник А. И. Алферов назначен на должность заместителя командира 137-й стрелковой дивизии, а 29 сентября — на должность командира этой же дивизии, которая вела оборонительные боевые действия на рубеже устье р. Колпенка, Ново-Бытьково. Весной 1943 года принимала участие в наступательных боевых действиях по направлению на Малоархангельск и затем — в Курской битве, Орловской и Черниговско-Припятской и Гомельско-Речицкой наступательной операций. 19 декабря 1943 года генерал-майор Алексей Иванович Алфёров был тяжело ранен, после чего лечился в госпитале.
После выздоровления в ноябре 1944 года назначен на должность начальника Златоустовского пулемётного училища.

### Послевоенная карьера
После окончания войны находился на прежней должности.
С января 1946 года находился в распоряжении Главного управления кадров НКО и в марте назначен на должность начальника военной кафедры Азербайджанского сельскохозяйственного института, а в ноябре 1947 года — на эту же должность в Воронежском сельскохозяйственном институте.
Генерал-майор Алексей Иванович Алфёров 17 мая 1954 года вышел в запас. Умер 5 апреля 1976 года в Воронеже.

## Награды
- Орден Ленина (21.02.1945);
- Три ордена Красного Знамени (15.04.1943, 03.11.1944, 15.11.1950);
- Орден Суворова 2 степени (16.09.1943);
- Орден Кутузова 2 степени (27.08.1943);
- Медали.